# Casa d'Entença

Escut d'armes de la casa d'Entença

La casa d'Entença fou una antiga dinastia del Regne d'Aragó que es va originar al poble del mateix nom, actualment a la Ribagorça, vers el segle xi.
El primer membre documentat de la nissaga fou Berenguer I d'Entença, que assistí al setge de Barbastre l'any 1065. Dos nets de Berenguer I, Berenguer III d'Entença, senyor de Saragossa, i Bernat d'Entença, senyor d'Alcolea de Cinca, varen donar origen a les dues grans línies del llinatge. Posteriorment, al segle xiii, va ser establerta la Baronia d'Entença. Estava situada uns 90 km més al sud, a certes zones del Priorat i les Terres de l'Ebre per repoblar els territoris que havien abandonat els sarraïns. En aquella època els barons d'Entença varen ser també co-senyors de Tortosa. El 1313 Guillem d'Entença i de Montcada (sisè baró d'Entença) es trobava endeutat i va fer donació de la baronia al rei d'Aragó Jaume el Just. Aquest va prendre possessió a la mort de Guillem II, establint l'any 1324 el Comtat de Prades per al seu fill l'infant Ramon Berenguer. Així els dominis de la Baronia d'Entença varen ser incorporats al Comtat de Prades. L'any 1414 Joana de Prades va heretar la baronia i, en contreure matrimoni amb Joan Folch de Cardona, entroncà la Baronia d'Entença amb la nissaga dels Cardona.

## Membres destacats

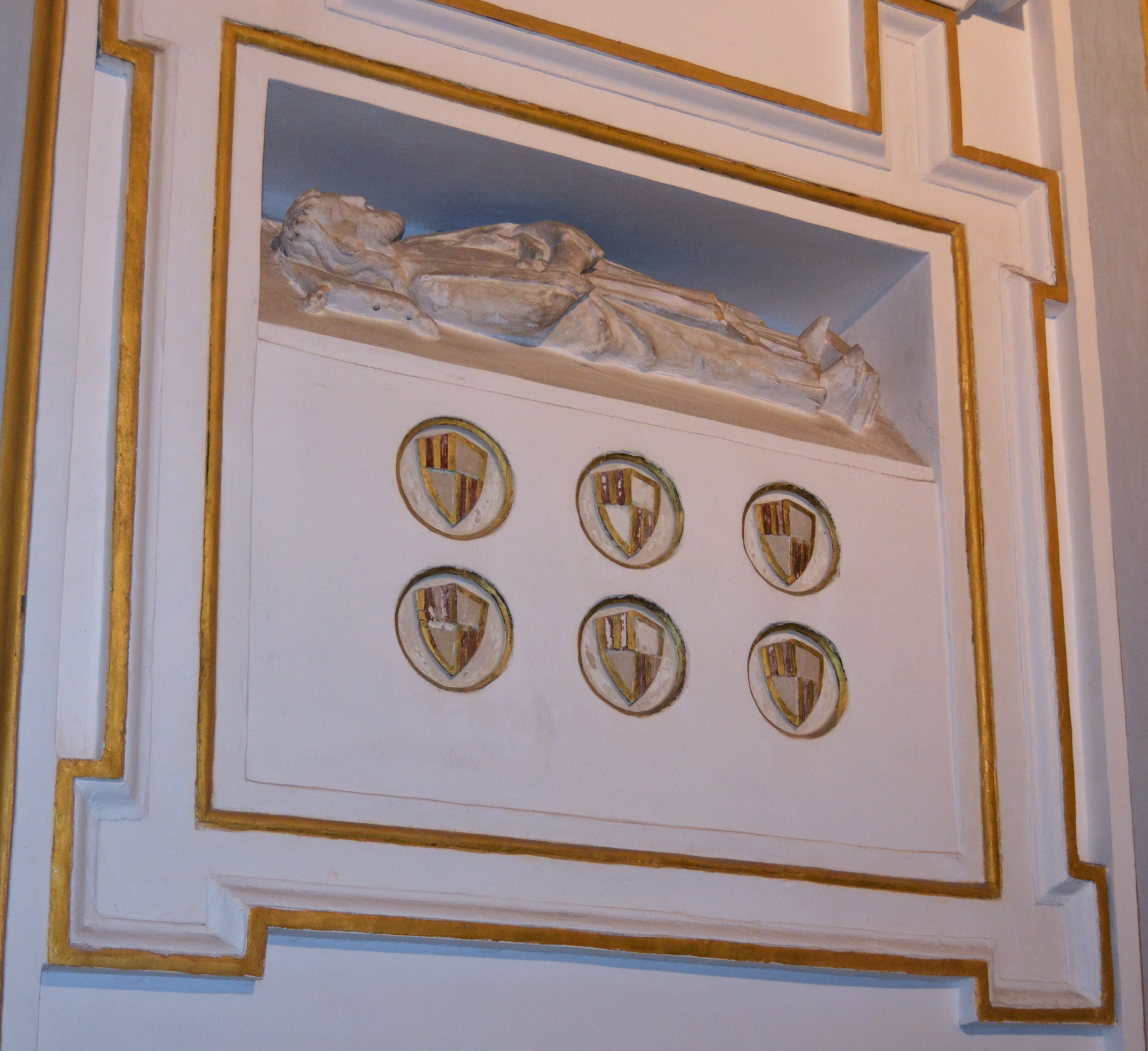
Sepulcre de Berenguer Guillem d'Entença; capella de la Mare de Déu del Roser, catedral de València.

Entre els membres de la casa d'Entença més importants cal esmentar:

### Línia troncal
- Berenguer I d'Entença (?, s. XI), primer Senyor d'Entença
- Gombau I d'Entença, fill de Berenguer I
- Berenguer II d'Entença, fill de Gombau I

### Línia dels barons d'Alcolea de Cinca
Primer llinatge
- Bernat d'Entença, senyor d'Alcolea de Cinca o Bernat I d'Entença; fill de Berenguer II d'Entença
  - Jessiana d'Entença, senyora d'Alcolea de Cinca i muller d'Hug III d'Empúries
  - Òria d'Entença, germana de Jessiana i muller Arnau Mir de Pallars Jussà; sense fills.

Segon llinatge
- Ponç Hug d'Entença, senyor d'Alcolea de Cinca, fill d'Hug III d'Empúries i Jussiana d'Entença
  - Jussiana d'Entença, senyora d'Alcolea de Cinca, muller de Bernat Guillem de Montpeller

Tercer llinatge
- Bernat Guillem de Montpeller, casat amb Jussiana d'Entença
- Guillem d'Entença, fill de Bernat Guillem de Montpeller
- Bernat Guillem d'Entença (?-1235), fill de Bernat Guillem de Montpeller. Senyor de Fraga.
- Ponç Hug d'Entença (?-1175), fill de Bernat Guillem de Montpeller. Senyor d'Alcolea de Cinca.
- Gil Martines d'Entença, fill de Bernat Guillem de Montpeller.
- Urraca d'Entença
- Teresa d'Entença, comtessa d'Urgell i vescomtessa d'Àger, muller del rei d'Alfons IV d'Aragó «el Benigne»
- Giussiana Ximenes d'Entença Luesia, muller del noble valencià Blasco II d'Alagón

### Línia dels barons d'Entença
- Berenguer d'Entença (primer baró d'Entença) o Berenguer III d'Entença; senyor de Saragossa i fill de Berenguer II d'Entença
- Berenguer d'Entença (segon baró d'Entença) o Berenguer IV d'Entença
- Gombau d'Entença baró d'Alcolea i de Xiva (quart baró d'Entença) (1271 - 1309), intervingué en la conquesta de València
- Berenguer d'Entença i Santmartí-Castellvell (cinquè baró d'Entença) (?-1294), fill de Berenguer IV d'Entença
- Guillem d'Entença i de Montcada (sisè baró d'Entença) (1294-1321)
- Berenguer d'Entença i de Montcada, noble català del segle xiii i comandant en Cap de la Gran Companyia Catalana
- Saurina d'Entença i de Montcada, muller de l'almirall Roger de Llúria